# Forcipomyia edwardsiana
Forcipomyia edwardsiana är en tvåvingeart som beskrevs av Wirth 1974. Forcipomyia edwardsiana ingår i släktet Forcipomyia och familjen svidknott. Inga underarter finns listade i Catalogue of Life.